# 시스카정

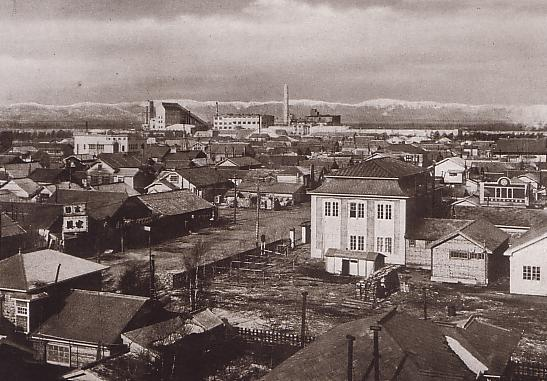
시스카정의 풍경

시스카정(일본어: 敷香町)은 일본이 지배하던 시기(1905년~1945년)의 남사할린에 있던 마을이다. 정(町)의 북쪽 경계는 북위 50도선으로 러시아(1922년 이후 소련)과의 국경을 이루었다.
정(町) 내에는 타라이카 지방(多来加地方)을 중심으로 윌타족과 니브히족 등의 선주민이 많이 거주하여, 오타스에는 가라후토 유일의 선주민 학교가 설치되었다.
호로나이 저지(幌内低地)에는 툰드라 지대가 넓으며, 호로나이강(幌内川)이 흐른다. 호로나이강은 전장(全長) 320km로, 하류에서 타라이카만을 이룬다. 강의 상류가 북위 50도 이북에 있기 때문에 당시에는 일본 유일의 국제하천이었다. 호로나이강 하구(河口) 동쪽에는 호로나이 저지 동부의 대부분을 점하는 타라이카호(多来加湖)가 넓다. 면적 180km2로 당시 일본 제3의 호수였다.
일본의 법률상으로는 1949년 6월 1일, 국가 행정 조직법 시행에 따라 폐지되었다. 1941년 12월 1일 당시의 인구는 30,310명이었다. 현재 러시아 사할린주 포로나이스크이다.

## 독법(讀法)
시스카(しすか) 또는 시키카(しきか)로 읽을 수 있다. 최근까지 NHK 라디오 제2방송의 기상통보에서는 '시스카'로 불렀다. 일본 내무성의 고시에서는 시쿠카(しくか)로 되어 있다.